# Portal (Dakota du Nord)
Pour les articles homonymes, voir Portal.
La ville de Portal est située dans le comté de Burke, dans l’État du Dakota du Nord, aux États-Unis. Sa population s’élevait à 126 habitants lors du recensement de 2010, estimée à 140 habitants en 2018.
Portal se trouve le long de la frontière canado-américaine et constitue un important point d’entrée pour le trafic routier et ferroviaire. North Portal, en Saskatchewan, est juste de l’autre côté de la frontière, au nord de Portal.

## Démographie
| 1910 | 1920 | 1930 | 1940 | 1950 | 1960 |
| ---- | ---- | ---- | ---- | ---- | ---- |
| 491  | 454  | 512  | 499  | 409  | 351  |

| 1970 | 1980 | 1990 | 2000 | 2010 | - |
| ---- | ---- | ---- | ---- | ---- | - |
| 251  | 238  | 192  | 131  | 126  | - |